# Cabocla (2004)
Cabocla é uma telenovela brasileira produzida e exibida pela TV Globo de 10 de maio a 19 de novembro de 2004, em 167 capítulos. Substituindo Chocolate com Pimenta e sendo substituída por Como uma Onda, foi a 64ª "novela das seis" exibida pela emissora.
Baseada no romance homônimo de Ribeiro Couto, foi adaptada por Benedito Ruy Barbosa, com a colaboração de Edmara Barbosa e Edilene Barbosa. Dirigida por Fred Mayrink, André Felipe Binder e Pedro Vasconcelos, teve direção geral de José Luiz Villamarim e Rogério Gomes. A direção de núcleo foi de Ricardo Waddington. É a terceira adaptação da obra após a versão de 1959 da TV Rio e a versão de 1979 da própria Globo.
Contou com as participações de Vanessa Giácomo, Daniel de Oliveira, Tony Ramos, Patricia Pillar, Regiane Alves, Danton Mello, Mauro Mendonça e Elena Toledo.

## Enredo
Brasil República, 1918. Luís Jerônimo é um jovem filho de pais ricos, que apesar de ter conquistado seu diploma de advocacia, vive de forma inconsequente e divide-se entre muitas mulheres. No entanto, como resultado de um exame apressado pelas preocupações de seu pai, o rapaz descobre que está com uma lesão no pulmão direito. Aconselhado por Edmundo Esteves, seu médico, e forçado por seu pai, concorda em passar uma temporada na fazenda de um primo na cidadezinha capixaba de Vila da Mata, em busca de ar puro, para se tratar e evitar que a doença evolua para uma tuberculose.
Quando Luís Jerônimo chega à cidade, hospeda-se no hotel do casal Siá Bina e Zé da Estação, para esperar o primo, o coronel Boanerges, que vai levá-lo para sua fazenda. Assim que o rapaz chega no hotel, Siá Bina e Zé dão-lhe as boas vindas, e Bina chama a filha do casal, Zuca - uma cabocla tímida e arredia - para cumprimentá-lo. Ao se depararem um com o outro e cruzarem olhares, Luís e Zuca se apaixonam pela primeira vez em suas vidas, por meio de um encantamento honesto sem truques nem malícias. A partir de tal momento, Luís muda radicalmente seu comportamento, enterrando seu passado inconsequente e construindo uma nova vida, verdadeiramente feliz, ao lado de Zuca.
Para viver esse grande amor, eles enfrentarão muita resistência por conta das diferenças sociais e pelo fato de Zuca estar de casamento marcado com o teimoso e encrenqueiro peão Tobias, além da vinda da espanhola Pepa, uma dançarina de cabaré que se encontrava com Luís. Após sua chegada mal-recebida em Vila da Mata, refugia-se na fazenda vizinha, na propriedade do viúvo coronel Justino, inimigo político do coronel Boanerges.
Ao lado da trama principal, se desenrola a briga política entre os coronéis da região: Boanerges e Justino, rivais na política e na disputa pelo poder. Paralelamente a esse embate, acontece o amor entre Belinha e Neco. Ela é filha de Boanerges e Emerenciana; ele, de Justino, o que transformará esse romance numa espécie de Romeu e Julieta caipira que terá grande destaque na história.
Neco irá se transformar num novo líder na cidade. Bem-intencionado, ele trabalhará em prol do povo daquela região, enfrentando até mesmo o poderio dos coronéis.
E, em meio a tudo isso, eis que os sentimentos de Mariquinha, filha do coronel Justino e irmã de Neco, por Tobias afloraram, fazendo-os viverem um quarteto amoroso ao lado de Zuca e Luís Jerônimo.
Do outro lado, Generosa é uma pobre e trabalhadora, mãe de Tobias que sofre de saudades da filha Rosa, que abandonou Tomé e fugiu com um namorado. Generosa tem ainda outra filha, Tina. Ela é apaixonada por Tomé, mas ele só tem olhos para a ex. No decorrer da trama, ele desiste de esperar Rosa e se apaixona por Tina, porém acaba morrendo, vítima de um assassinato, em meio a uma briga no bar do Zaqueu, e deixa Tina viúva e grávida dele.
Nos últimos capítulos, Luís se casa com Zuca quase sem a presença dos pais dela, que resolvem aceitar a união dos dois praticamente no altar; Belinha e Neco também se casam, sendo aceitos pelas famílias rivais. A trama termina com Belinha dando a luz ao filho, Neco discursando ao lado de Boanerges nas vésperas da eleição, e Emerenciana grávida novamente.

## Elenco
| Intérprete            | Personagem                                       |
| --------------------- | ------------------------------------------------ |
| Vanessa Giácomo       | Zulmira de Oliveira (Zuca)                       |
| Daniel de Oliveira    | Dr. Luís Jerônimo Vieira Pires                   |
| Regiane Alves         | Elizabeth Emerenciana de Sousa Pereira (Belinha) |
| Danton Mello          | Manuel Junqueira Caldas (Neco)                   |
| Tony Ramos            | Coronel Boanerges de Sousa Pereira               |
| Patrícia Pillar       | Emerenciana de Jesus Pereira (Ciana)             |
| Mauro Mendonça        | Coronel Manuel Justino Caldas (Coronel Justino)  |
| Malvino Salvador      | Tobias de Oliveira Pinto                         |
| Carolina Kasting      | Maria Junqueira Caldas (Mariquinha)              |
| Elena Toledo          | Pepa La Sevillana                                |
| Reginaldo Faria       | Dr. Joaquim Vieira Pires                         |
| Mareliz Rodrigues     | Pequetita Novais                                 |
| Otávio Augusto        | José de Oliveira (Zé da Estação)                 |
| Jussara Freire        | Balbina de Oliveira (Siá Bina)                   |
| Eriberto Leão         | Tomé de Barretos                                 |
| Maria Flor            | Cristina de Oliveira Pinto (Tina)                |
| Sebastião Vasconcelos | Felício Pinto                                    |
| Vera Holtz            | Generosa de Oliveira Pinto                       |
| Cláudio Galvan        | Francisco (Chico da Venda)                       |
| Aisha Jambo           | Rita (Ritinha)                                   |
| Alexandre Rodrigues   | Zaqueu                                           |
| Cosme dos Santos      | Nastácio                                         |
| Fernando Petelinkar   | Seu Xexéu                                        |
| Oscar Magrini         | Capitão Macário                                  |
| John Herbert          | Vigário Gabriel                                  |
| Umberto Magnani       | Francisco Bento (Chico Bento)                    |
| Othon Bastos          | Dr. Edmundo Esteves                              |
| Roberta Rodrigues     | Julieta                                          |
| Edyr de Castro        | Maria                                            |
| Rogério Falabella     | Dr. Teles                                        |
| Henrique César        | Delegado André                                   |

### Participações especiais
| Intérprete          | Personagem             |
| ------------------- | ---------------------- |
| Vanessa Gerbelli    | Rosa de Oliveira Pinto |
| Vitor Hugo          | Tião                   |
| Paulo Vespúcio      | Desidério              |
| Paulo de Almeida    | Tonho                  |
| Marcelo Gonçalves   | Fernão                 |
| Raphael Rodrigues   | Pedrinho               |
| Raymundo de Souza   | Jorge Adib             |
| Nizo Neto           | Irineu                 |
| Jardel Mello        | Coronel Olavo          |
| Cláudio Gabriel     | Onofre                 |
| Renata Di Carmo     | Rute                   |
| Gillray Coutinho    | Gumercindo             |
| Mário César Camargo | Agenor                 |

## Produção
Para substituir Chocolate com Pimenta em meados de 2004, a Globo havia escalado um remake de O Profeta. Porém por problemas de ajustes, o remake foi descartado por aquele momento e em novembro de 2003 o canal deu carta branca à Edilene e Edmara Babosa (filhas do novelista) para produzirem uma nova versão de Cabocla.
As gravações da novela começaram em março de 2004, nas fazendas localizadas em Bananal e Raia de Cavalos, em Visconde de Mauá. As cenas com o trem, uma maria-fumaça da época, foram gravadas na cidade de Campinas.
O autor Benedito Ruy Barbosa proibiu que os atores da trama vissem capítulos da primeira versão da novela. O objetivo era fazer com que os atores dessem personalidade própria aos seus personagens, sem se deixar influenciar.
Cleo Pires foi uma das primeiras cotadas para interpretar a protagonista Zuca, porém ela recusou. Após fazer testes com mais de 15 candidatas, a Globo optou por escolher uma atriz desconhecida do público. Vanessa Giácomo, que anteriormente havia feito pequenas participações em programas da casa foi a escolhida.

## Audiência

### Exibição original
| Horário              | # Eps. | Estreia            | Estreia           | Final                  | Final           | Posição | Temporada | Classificação geral |
| Horário              | # Eps. | Data               | Primeiro capítulo | Data                   | Último capítulo | Posição | Temporada | Classificação geral |
| -------------------- | ------ | ------------------ | ----------------- | ---------------------- | --------------- | ------- | --------- | ------------------- |
| Segunda—Sábado 18:15 | 167    | 10 de maio de 2004 | 40                | 19 de novembro de 2004 | 42              | #1      | 2004      | 34,5                |

A trama estreou com 40 pontos e 58% de participação. Seu último capítulo marcou média de 42 pontos e pico de 49, com share de 66%. Teve média geral de 34,5 pontos, a terceira maior audiência do horário nos anos 2000, perdendo apenas para Alma Gêmea (38.4) e Chocolate com Pimenta (35.2) ambas folhetins de Walcyr Carrasco.

### Primeira reprise
| Horário             | # Eps. | Estreia            | Estreia           | Final                | Final           | Posição | Temporada | Classificação geral |
| Horário             | # Eps. | Data               | Primeiro capítulo | Data                 | Último capítulo | Posição | Temporada | Classificação geral |
| ------------------- | ------ | ------------------ | ----------------- | -------------------- | --------------- | ------- | --------- | ------------------- |
| Segunda—Sexta 14:30 | 105    | 7 de abril de 2008 | 13                | 29 de agosto de 2008 | 22              | #1      | 2008      | 17                  |

A reprise estreou com 13 pontos, índices bastante abaixo do esperado. Esse número também é inferior a reestreia da antecessora Coração de Estudante. Ao longo da exibição oscilou entre 14 e 17 pontos.

### Segunda reprise
| Horário                         | # Eps. | Estreia              | Estreia           | Final                   | Final           | Posição | Temporada | Classificação geral |
| Horário                         | # Eps. | Data                 | Primeiro capítulo | Data                    | Último capítulo | Posição | Temporada | Classificação geral |
| ------------------------------- | ------ | -------------------- | ----------------- | ----------------------- | --------------- | ------- | --------- | ------------------- |
| Segunda—Sexta 14:45Sábado 14:05 | 143    | 26 de agosto de 2024 | 11                | 14 de fevereiro de 2025 | 14,3            | #1      | 2024–2025 | 11,1                |

A reprise estreou com 11 pontos e 11,4 de pico. Apesar de ter sido a segunda estreia menos assistida da faixa, manteve os índices do horário. O segundo capítulo registrou 11,2 pontos. Em 5 de setembro de 2024 registrou 12,4 pontos. Em 19 de novembro registrou 12,6 pontos, chegando aos 14 de pico. Em 26 de dezembro registrou 13 pontos, alcançando 15 de pico. Em 28 de janeiro de 2025 registrou 13,8 pontos e 30,9% de share, também chegando na máxima de 15. Em 10 de fevereiro registrou 14,4 pontos e 34,8% de share. O último capítulo registrou 14,3 pontos. Fechou com a média geral de 11,1 pontos, elevando em 2,7% os baixos índices deixados pela antecessora.

## Exibição

### Reprises
Foi reexibida pelo Vale a Pena Ver de Novo, entre 7 de abril e 29 de agosto de 2008, em 105 capítulos, substituindo Coração de Estudante e sendo substituída por Mulheres Apaixonadas. Foi um dos raros casos em que duas versões de uma mesma novela são reprisadas na sessão, já que sua primeira versão foi reprisada em 1981.
Foi reexibida na íntegra pelo Viva de 7 de outubro de 2019 até 17 de abril de 2020, substituindo Porto dos Milagres e sendo substituída pela sua antecessora original Chocolate com Pimenta, às 15h30 e 00h.
Foi reexibida pela segunda vez na TV Globo de 26 de agosto de 2024 a 14 de fevereiro de 2025, em 143 capítulos, agora na faixa de reprises da emissora intitulada Edição Especial, substituindo Cheias de Charme e sendo substituída por História de Amor às 14h45, após o Jornal Hoje. Não foi ao ar nos dias 21 de setembro, 5 e 26 de outubro, 9 e 30 de novembro e 21 de dezembro de 2024, com o primeiro devido a cobertura da final da Taça das Favelas São Paulo e outras decisões regionais, os dois segundos por conta das alterações na programação em razão das transmissões da série A do Brasileirão, uma vez que alguns jogos foram antecipados para o sábado devido às eleições municipais, o terceiro por conta da final da Copa do Brasil, também antecipando alguns jogos do Brasileirão para o sábado, o quarto por conta da transmissão da final da Copa Libertadores da América e o quinto por conta das transmissões das finais da Taça das Favelas Brasil.

### Outras Mídias
Em 12 de abril de 2021, foi disponibilizada na íntegra no Globoplay, como parte do Projeto Resgate.

### Exibição internacional
Cabocla foi vendida, entre outros países, para Venezuela, Chipre, Estados Unidos, Portugal e Moçambique.

## Trilha sonora
Capa: Vanessa Giácomo
1. "Nosso Amor é Ouro" - Zezé Di Camargo & Luciano (tema de Belinha e Neco e das vinhetas de intervalo)
2. "Você, o Amor e Eu" - Cleiton & Camargo (tema de Tomé)
3. "Floresce" - Rionegro & Solimões (tema de Felício e Generosa)
4. "Outro lugar" - Milton Nascimento (tema de Mariquinha)
5. "Sertaneja" - Ivan Lins (tema de Tobias)
6. "História do Sertão" - Roberta Miranda (tema de Emerenciana)
7. "Amora" - Renato Teixeira (tema de Zuca)
8. "Manhã Bonita" - Rolando Boldrin
9. "Madrigal" - Lazza, Schiavon & Deluqui (tema de abertura)
10. "Céu de Santo Amaro" - Caetano Veloso & Flávio Venturini (tema de Zuca e Luís)
11. "Sem Palavras" - Marlon & Maicon (tema de Tina)
12. "Riacho Sereno" - Rick & Renner
13. "Meu Cavalo Zaino" - Sérgio Reis (tema de Boanerges)
14. "O Trem Tá Feio" - Teodoro & Sampaio (tema de locação)
15. "Benzinho" - Almir Sater

- Melhores do Ano (2004):
- Melhor Ator - Tony Ramos
- Atriz Revelação - Vanessa Giácomo
- Prêmio Qualidade Brasil SP (2004):
- Atriz Revelação - Vanessa Giácomo
- Melhor Novela
- Ator Revelação - Malvino Salvador
- Melhor Ator Coadjuvante - Danton Mello
- Melhor Diretor - Ricardo Waddington
- Melhor Autor de TV - Benedito Ruy Barbosa
- Melhor Atriz Coadjuvante - Jussara Freire
- Prêmio Qualidade Brasil RJ (2004):
- Atriz Revelação - Vanessa Giácomo
- Troféu APCA (2004):
- Melhor Ator - Tony Ramos
- Prêmio Contigo (2005):
- Atriz Revelação - Vanessa Giácomo
- Par Romântico - Regiane Alves e Danton Melo